# L'Enfant de la haute mer (court métrage)
Pour les articles homonymes, voir L'Enfant de la haute mer.
L'Enfant de la haute mer est un court métrage d'animation français réalisé par Patrick Deniau en 1984.

## Synopsis
Un marin rêve de sa petite fille disparue à l'âge de douze ans, au cours d'un de ses voyages. Il y songe si intensément que son navire traverse la ville flottante, née de son imagination, que fait vivre solitaire cette « enfant de la haute mer ».
Ce court-métrage est l'adaptation du conte éponyme L'Enfant de la haute mer (1928) de Jules Supervielle, repris en 1931 dans le recueil homonyme.
Un film produit par aaa (Animation Art graphique Audiovisuel).